# Scaphiopus couchii
Scaphiopus couchii är en groddjursart som beskrevs av Baird 1854. Scaphiopus couchii ingår i släktet Scaphiopus och familjen Scaphiopodidae. IUCN kategoriserar arten globalt som livskraftig. Inga underarter finns listade i Catalogue of Life.

## Utseende
Denna groda kan bli 90 mm lång. Den kännetecknas på ovansidan av en gulgrön till grön grundfärg med flera mörka fläckar som kan vara sammanvuxna. Hos honor är dessa mönster oftast tydligare. Undersidan har en vitaktig färg, likaså med mörka mönster.

## Utbredning
Arten förekommer i södra Nordamerika från Colorado i norr, östra Texas i öst och södra Kalifornien i nordväst till centrala Mexiko och halvön Baja California. Den vistas i torra och halvtorra landskap som är täckta av gräs, buskar, odlade växter och lövfällande skogar. Scaphiopus couchii lever i låglandet och i bergstrakter (i New Mexico upp till 1800 meter över havet).

## Ekologi
Individerna stannar vanligen i ett gömställe och de kommer efter regnfall eller under natten fram. De gräver jordhålor eller använder bon som skapades av gnagare. Scaphiopus couchii äter ryggradslösa djur som den hittar på marken. I vissa fall kan den äta lite mer än halva sin kroppsvikt vid ett tillfälle.
Fortplantningssättet är i princip okänt. Vid en studie hittades 3300 ägg av arten på samma plats. Scaphiopus couchii avsöndrar vätskor som orsakar en brinnande känsla när de hamnar på öppna sår.